# Talk-show

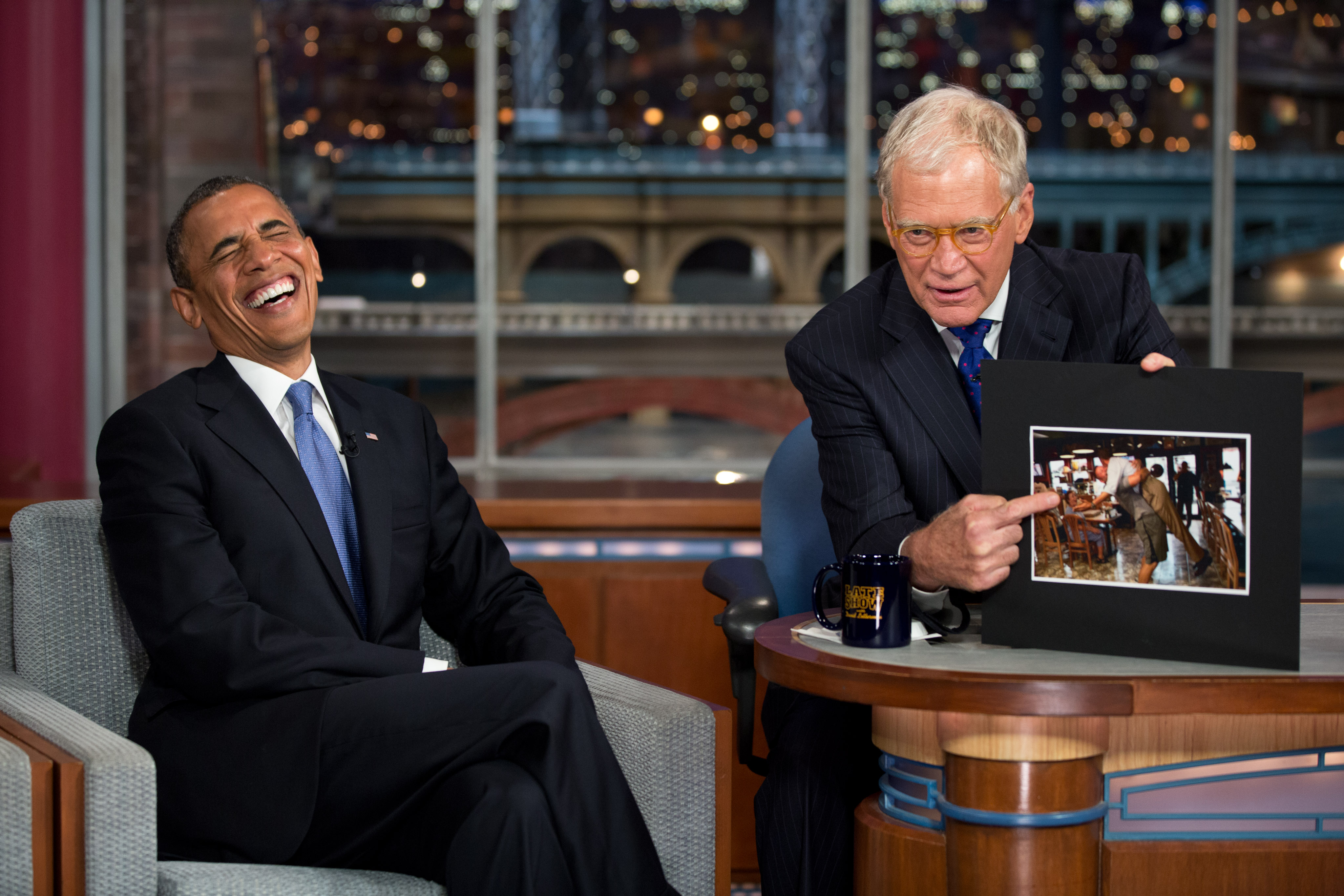
Talk-show

Talk-show – gatunek programu telewizyjnego, widowisko publicystyczne, w którym prowadzący (z reguły – jeden, choć bywają widowiska z dwoma prowadzącymi) rozmawia w studiu z uczestnikami na ustalony temat (talk-show monotematyczny) bądź na dowolne tematy (ogólny).

## Realizacja programu
Jest to jeden z najtrudniejszych w realizacji gatunków audycji: uczestnicy rozmowy są przygotowywani do udziału w audycji przez cały zespół redakcyjny w cyklu rozmów, odbywanych telefonicznie niekiedy przez kilka godzin przez szereg dni. Jedynie audycje na temat zdarzeń bieżących i z udziałem znanych osób mają krótki cykl przygotowania, nawet do kilku godzin przed emisją.
O sukcesie tego typu widowiska decyduje przede wszystkim osobowość prowadzącego. Jeśli ma on charyzmę i talent – uczestnicy i temat rozmowy stają się mniej istotni. Musi on mieć też podstawowe cechy, predestynujące w ogóle człowieka do pracy na wizji – przede wszystkim znakomite warunki głosowe (dykcja, brzmienie) i efektowną aparycję, choć ta ostatnia jest mniej ważna. Talk show może być oparty na poważnym podejściu do tematu lub na podejściu żartobliwym, czy wręcz błazenadzie prowadzącego, adresowanej do widza nastawionego na bardzo prosty odbiór.
Profesjonalnie przygotowany talk-show zakłada również bardzo staranny dobór i eliminację uczestników (tzw. casting); w jego wyniku widz ma odnieść wrażenie pełnej spontaniczności i przypadkowości – faktycznie w programie uczestniczy bardzo nikły procent chętnych. Bardzo ważny jest także dobór tematu i jego doskonałe udokumentowanie; prowadzący musi wiedzieć o danej sprawie dokładnie wszystko, lub mieć odpowiednio zorganizowany dostęp do ściągawek.
Talk show może być prowadzony na żywo albo nagrywany do późniejszego montażu; w tym drugim wypadku łatwiej jest zorganizować odpowiednią dramaturgię i uzyskać odpowiednie tempo.
Zespół produkcyjny takiego programu liczy z reguły kilkadziesiąt osób o wysokich kwalifikacjach: dokumentalistów, personel pomocniczy, redaktorów tekstów, techników, realizatorów itp.

## Talk-show w naukach społecznych
Zdaniem Dominique Mehl talk-show jest miejscem rozszerzenia się przestrzeni komunikacyjnej zacierając granicę pomiędzy życiem prywatnym i publicznym, przy czym nie określa tego procesu jako zjawiska patologicznego ze względu na płynność tych pojęć. Dzięki ukazaniu osób publicznych jako zwykłych rozmówców widoczne jest to przejście z „paleo-telewizji” do „neo-telewizji”, gdzie program zmienia funkcję z informacyjnej, polegającej na przekazaniu wiedzy na funkcję budowania osobistej więzi z odbiorcą i jego życiem codziennym.